# 김광식 (영화 감독)
김광식 (1972년 3월 6일~ )은 대한민국의 영화감독이다. 황인뢰 감독의 드라마 《돌아온 일지매》, 곽경택 감독의 《억수탕》> 등 다양한 작품의 각본에 참여했으며, 이창동 감독의 《오아시스》 조감독으로 참여하기도 했다. 2010년 《내 깡패 같은 애인》으로 장편영화 감독으로 데뷔했으며, 2014년 《찌라시: 위험한 소문》의 감독을 맡았다.

## 학력
- 연세대학교 국어국문학과

## 필모그래피
- 1997년 억수탕 - 각본
- 1999년 얼굴 - 각본
- 2002년 오아시스 - 조감독
- 2002년 납득할 수 없는 일들 - 각본
- 2006년 오프로드 - 각본
- 2008년 돌아온 일지매 - 각본
- 2010년 내 깡패 같은 애인 - 연출
- 2014년 찌라시: 위험한 소문 - 연출
- 2018년 안시성 - 연출, 각본

## 경력
- 2011년 제10회 미쟝센 단편 영화제 사랑에 관한 짧은 필름부문 심사위원

## 수상
- 2010년 제31회 청룡영화상 신인감독상